# Weston by Welland
Weston by Welland est une paroisse civile et un village du Northamptonshire, en Angleterre.